# Artur Hansson
Nils Emanuel Artur Hansson, född den 16 oktober 1909 i Håcksviks församling, Älvsborgs län, död den 11 maj 1970 i Uppsala, var en svensk genetiker.
Hansson avlade agronomexamen 1938 och agronomie licentiatexamen 1944. Han promoverades till agronomie doktor 1947. Hansson blev laborator vid institutionen för husdjursgenetik vid Lantbrukshögskolan 1942, tillförordnad professor i husdjursförädling där 1958 och ordinarie professor 1962. Han invaldes som ledamot av Skogs- och lantbruksakademien 1961. Hansson blev riddare av Nordstjärneorden samma år. Han var ledamot av Stiftelsen Svensk svinforskning, av Stiftelsen Svensk fårforskning och av renforskningsnämnden. Hansson publicerade ett hundratal vetenskapliga arbeten, främst rörande forskning om enäggstvillingar. Han vilar på Grödinge gamla kyrkogård.